# Juno Temple
Juno Temple (ur. 21 lipca 1989 w Wielkiej Brytanii) – angielska aktorka.

## Życiorys
Juno jest córką producentki filmowej i reżysera. Uczęszczała do prywatnej szkoły oraz do Królewskiego College'u. Ma młodszego brata Leo.
Juno zaczęła karierę jako aktorka dziecięca w 1997 roku w filmie o znanym francuskim reżyserze Passion for Live.